# Wolgazander
De Wolgazander (Sander volgensis) is een  straalvinnige vissensoort uit de familie der echte baarzen (Percidae). De wetenschappelijke naam van de soort is voor het eerst geldig gepubliceerd door Samuel Gottlieb Gmelin in 1789.
De soort staat op de Rode Lijst van de IUCN als niet bedreigd, beoordelingsjaar 2010.